# Никифор Василакі
Никифор Василакі (д/н — після 1079) — політичний та військовий діяч Візантійської імперії.

## Життєпис
Походив з провінційного знатного роду Василакі з Пафлагонії. Можливо були вірменами, але непевно. Син Фрола Василакі, веста і катепана феми Іверія. Розпочав службу в Пафлогонії, дослужившись до титулу вестарха. Вперше згадується у 1071 році, коли обіймав посаду катепана Феодосіополя з титулом магістра. Того ж року організовував комори з харчами та збройним обладнанням для імператорського війська на чолі із Романом IV, що рушив походом проти Сельджуцької держави. Отримав в цей час додаткову посаду іпостратега та підпорядкування тагм феми Іверія. За день до битви біля Манцикерту потрапив у засідку, зазнав поразки, а самого Василакі захоплено у полон сельджуками. Перебував у полоні до укладання миру між Романом діогеном та султаном Алп-Арсланом.
З кінця 1071 року призначено проедром і дукою Пафлагонії. 1077 році призначено дукою Діррахіума замість Никифора Бриєіннія Старшого. Також Василакі отримав ранг протопроедра. У 1078 році після заколоту Бриєннія не виконав наказ імператора Михайла VII щодо придушення заколоту, а перейшов на бік Никифора Бриєннія.
1078 року після поразки останнього від військ нового імператора Никифора III оголосив себе імператором, ставши карбувати власну монету. найняв франків, сербів, болгар, влохів. Доволі швидко Никифор Василакі захопив усі балканські володіння імперії, отаборившись у Фессалоніках. Проти нього імператор спрямував військо на чолі із доместіком схол Олексієм Комніном. Вирішальна битва відбулася біля річки Вардар, в якій Василакі потрапив у пастку, зазнав поразки. Йому вдалося втекти до Фессалонік, але невдовзі опинився у облозі урядових військ. Зрештою вимушений був здатися. За наказом Никифора III Василакі було засліплено та запроторено до монастиря, його майно конфісковано.